# Maria Gommers
Maria Francisca Philomena "Mia" Hoogakker-Gommers, née le 26 septembre 1939 à Stein, est une ancienne athlète néerlandaise.
Son plus grand succès est sa médaille de bronze sur 800 m obtenue aux Jeux olympiques d'été de 1968. Elle a également été détentrice du record du monde du 1 500 m.

## Palmarès

### Jeux olympiques d'été
- Jeux olympiques d'été de 1968 à Mexico ( Mexique)
  -  Médaille de bronze sur 800 m

### Championnats d'Europe
- Championnats d'Europe d'athlétisme de 1969 à Athènes ( Royaume de Grèce)
  -  Médaille d'argent sur 1 500 m

## Records
- Record du monde du 1 500 en 4 min 15 s 6 le 24 octobre 1967 à Sittard (amélioration du record de Anne Rosemary Smith, sera battu par Paola Pigni)